# 안울림
안울림(1987년 6월 25일 ~ )은 대한민국의 가수다. 2014년 디지털 싱글 앨범 [가끔]으로 데뷔했다.

## 방송
- 히든싱어 4 (2015) - 임재범 편 4위

## 수상
- 제4회 대구음악창작소 대구를 노래하다 우수상 (2020)